# Stephen Bourdow
Stephen Norris Bourdow (Saginaw, 2 de enero de 1966) es un deportista estadounidense que compitió en vela en las clases Laser y Flying Dutchman.
Participó en los Juegos Olímpicos de Barcelona 1992, obteniendo una medalla de plata en la clase Flying Dutchman (junto con Paul Foerster).
Ganó dos medallas de oro en el Campeonato Mundial de Flying Dutchman, en los años 1991 y 1992. Además, obtuvo una medalla de plata en el Campeonato Mundial de Laser de 1990.

## Palmarés internacional
| Campeonato Mundial | Campeonato Mundial       | Campeonato Mundial | Campeonato Mundial |
| Año                | Lugar                    | Medalla            | Clase              |
| ------------------ | ------------------------ | ------------------ | ------------------ |
| 1990               | Newport (Estados Unidos) | Medalla de plata   | Laser              |

| Juegos Olímpicos   | Juegos Olímpicos         | Juegos Olímpicos | Juegos Olímpicos |
| Año                | Lugar                    | Medalla          | Clase            |
| ------------------ | ------------------------ | ---------------- | ---------------- |
| 1992               | Barcelona (España)       | Medalla de plata | Flying Dutchman  |
| Campeonato Mundial |                          |                  |                  |
| Año                | Lugar                    | Medalla          | Clase            |
| 1991               | Tauranga (Nueva Zelanda) | Medalla de oro   | Flying Dutchman  |
| 1992               | Cádiz (España)           | Medalla de oro   | Flying Dutchman  |